# A Nazionale 1980-1981
La A Nazionale 1980-1981 è stata la 41ª edizione del massimo campionato greco di pallacanestro maschile. La vittoria finale è stata ad appannaggio del Panathīnaïkos.

## Risultati

### Stagione regolare
|     | Squadra              | G  | V  | P  | PF   | PS   | Pt. | Qualificazione            |
| --- | -------------------- | -- | -- | -- | ---- | ---- | --- | ------------------------- |
| 1.  | Panathīnaïkos        | 26 | 23 | 3  | 2403 | 2025 | 49  |                           |
| 2.  | Olympiakos           | 26 | 21 | 5  | 2230 | 1917 | 47  |                           |
| 3.  | Aris Salonicco       | 26 | 19 | 7  | 2341 | 2049 | 45  |                           |
| 4.  | AEK Atene            | 26 | 16 | 10 | 2280 | 2177 | 42  |                           |
| 5.  | Īraklīs Salonicco    | 26 | 16 | 10 | 2103 | 2055 | 42  |                           |
| 6.  | PAOK Salonicco       | 26 | 14 | 12 | 1766 | 1897 | 40  |                           |
| 7.  | Panellīnios          | 26 | 12 | 14 | 1910 | 1949 | 38  |                           |
| 8.  | Iōnikos Nikaias      | 26 | 12 | 14 | 2060 | 2150 | 38  |                           |
| 9.  | G.S. Larissa         | 26 | 11 | 15 | 2000 | 2112 | 37  |                           |
| 10. | Sporting Atene       | 26 | 10 | 16 | 1800 | 1938 | 32  |                           |
| 11. | Apollon Patrasso     | 26 | 10 | 16 | 1897 | 2150 | 36  |                           |
| 12. | Dimókritos Salonicco | 26 | 8  | 18 | 1800 | 1966 | 34  |                           |
| 13. | Esperos Kallithea    | 26 | 7  | 19 | 1812 | 2112 | 33  | retrocesse in B Nazionale |
| 14. | Maroussi             | 26 | 3  | 23 | 1902 | 2155 | 29  | retrocesse in B Nazionale |

| A Nazionale 1980-1981    |
| ------------------------ |
| Panathīnaïkos 17º titolo |

## Formazione vincitrice
| N° | Naz.                   | Ruolo | Sportivo            |  | Alt. |  |
| -- | ---------------------- | ----- | ------------------- |  | ---- |  |
|    | Grecia (bandiera)      | AP    | Apostolos Kontos    |  |      |  |
|    | Grecia (bandiera)      | C     | Dīmītrīs Kokolakīs  |  | 215  |  |
|    | Grecia (bandiera)      |       | Takīs Korōnaios     |  |      |  |
|    | Stati Uniti (bandiera) | C     | David Nelson        |  | 203  |  |
|    | Grecia (bandiera)      |       | Kyriakos Vidas      |  |      |  |
|    | Grecia (bandiera)      | P     | Memos Iōannou       |  | 190  |  |
|    | Grecia (bandiera)      |       | Andreas Papantoniou |  |      |  |
|    | Grecia (bandiera)      |       | Katsinis            |  |      |  |
|    | Grecia (bandiera)      |       | Garos               |  |      |  |
|    | Grecia (bandiera)      |       | Georganas           |  |      |  |
|    | Grecia (bandiera)      |       | Kalogeropoulos      |  |      |  |
|    | Grecia (bandiera)      |       | Metaxas             |  |      |  |
|    | Grecia (bandiera)      | All.  | Kōstas Politīs      |  |      |  |